# ハロウィーン遺伝子

ハロウィーン遺伝子がその合成に関与する、20-ヒドロキシエクジソン。昆虫の脱皮や変態を司るホルモンとして知られている。

ハロウィーン遺伝子（英: Halloween genes）とは、モデル生物のキイロショウジョウバエ(Drosophila melanogaster )において同定された、エクジステロイドと呼ばれるホルモンの合成に関与する酵素をコードして胚発生を司る、一連の遺伝子群を指す名称である。
ハロウィーン遺伝子の主な例として、エクジソンをコレステロールから合成する際に用いられる酵素であるシトクロムP450をコードする遺伝子群（ハロウィーンP450と呼ばれる）があげられる。エクジソンや、エクジソンが代謝されて生じる20-ヒドロキシエクジソンなどのエクジステロイドは、脱皮ホルモンとも呼ばれ、昆虫の脱皮の際に起こる形態学的、生理学的、生化学的な変化の多くに影響を及ぼしている。そのため、ハロウィーン遺伝子の働きは、昆虫が正常に発生する上で欠かせないものである。
ステロイドホルモンは高等動物において、生殖、発生、恒常性維持などの様々な側面を制御している。エクジステロイドもその一つであり、昆虫をはじめとした節足動物においても、発生において極めて重要な働きを果たしている。昆虫では特に発生段階間で遺伝子発現パターンを変化させるのに果たす役割が重要とされている。
この特性を利用した農薬=昆虫発育制御剤(insect growth regulator; IGR)の研究が行われている。

## 名称の由来
エクジソンの合成に関わる遺伝子は2000年以降順次同定されてきた。その研究過程では、エクジソン合成に関わる酵素の機能を失った突然変異体が用いられた。この突然変異体群は、胚の時期にクチクラの発達が不全になりツルツルとした質感になる特徴的な形態不全を持っていた。ツルツルとしてとらえどころのない特徴から、これらの突然変異体には「幽霊」や「亡霊」といった意味の名前がつけられた。「ハロウィーン遺伝子」という名称は、これらの突然変異体の解析から見出された遺伝子群を幽霊が集まる祭りであるハロウィーン(Halloween)に例えたものである。その後見出された遺伝子にも幽霊、怪奇にちなんだ命名がなされており、現在までに発見・命名されたハロウィーン遺伝子としてspook（「お化け」）、phantom（「幽霊」）、disembodied（「（肉体のない）亡霊」）、shadow（「亡霊」）、shade（「影・亡霊」）、shroud（「死者を覆う布」）、ouija board（「ウィジャボード（コックリさんに似た西洋の降霊道具）」）、noppera-bo（「のっぺらぼう」）などが挙げられる。

## 各遺伝子の機能

### ハロウィーンP450
spook 遺伝子（別名:Cyp307a1、以下カッコ内は同様に別名を表す）は前胸腺で発現し、同じくハロウィーン遺伝子のspookier 遺伝子 (Cyp307a2)とともに、7-デヒドロコレステロールをΔ4-ジケトールに変換する機能を担っている。
phantom 遺伝子 (Cyp306a1) の産物は、細胞のミクロソーム画分に存在する25-ヒドロキシラーゼである。phantom 遺伝子の強い発現はショウジョウバエでは幼虫の前胸腺細胞に限定されている。phantom遺伝子のコードする酵素は5β-ケトジオールを5β-ケトトリオールに変換する。
disembodied  遺伝子 (Cyp302a1) は5β-ケトトリオールにヒドロキシ基を付加して2-デオキシエクジソンを生成するP450酵素をコードしている 。disembodied 遺伝子の機能を失った変異体はクチクラを発達できず、腸の形成をはじめとした形態形成過程に重篤な異常を示す。
shadow 遺伝子 (Cyp315a1) の産物は2-デオキシエクジソンからエクジソンを合成する酵素である。
shade 遺伝子 (Cyp314a1) は、エクジソンにヒドロキシ基を付加し20-ヒドロキシエクジソンに変換するエクジソン-20-モノオキシゲナーゼをコードしている。この反応が脱皮ホルモンの合成における最終段階の反応である。

### その他のハロウィーン遺伝子
Noppera-bo 遺伝子は2014年に日本のグループとフランスのグループによって独立に報告された、グルタチオン-S-トランスフェラーゼをコードする遺伝子で、コレステロールをエクジステロイドの生合成を行う細胞へ輸送する段階に関与していると考えられている。Noppera-bo の機能を失った変異体では、胚発生の進行が途中で停止し、通常は胚表皮に形成される体節構造がなくなってしまうために、「ツルツル」した胚の外見を示す。